# Hermann Rohrbeck
Hermann Rohrbeck (* 28. Februar 1899 in Berlin; † 22. Februar 1978 ebendort) war ein deutscher Jazz- und Unterhaltungsmusiker (Geige, Komposition, Arrangement, Orchesterleitung).

## Werdegang
Rohrbeck studierte am Stern’schen Konservatorium Violine. Ab 1915 spielte er in einem Salonorchester, das im Berliner Hotel Excelsior auftrat. In den 1920 begeisterte er sich für Jazz und gründete seine Jazz-Sinfoniker, mit dem er in den einschlägigen Etablissements von Berlin auftrat, z. B. in der Barberina am Steinplatz oder im Ballhaus Resi in der Blumenstraße, später dann im Hotel Excelsior am Anhalter Bahnhof, im Moka Efti und im Femina-Palast. Die „für Swing-Fans bemerkenswerte“ Formation unternahm zahlreiche Konzertreisen. Ab Mitte der 1930er arbeitete Rohrbeck bis in die 1950er Jahre mit seinem Orchester auf den Expressdampfern des Norddeutschen Lloyd, etwa auf der TS Bremen. Zu seinem Orchester gehörten Musiker wie der Saxophonist Rudi Rischbeck, der Posaunist Rudi Arndt, der Geiger Walter Leschetitzky und die Schlagzeuger Willy Kettel und Longin Leffler. Rohrbeck nahm Schallplatten für His Master’s Voice, Electrola und Gloria auf.